# Inverness (Illinois)
Inverness és una vila dels Estats Units a l'estat d'Illinois. Segons el cens del 2000 tenia 6.749 habitants.

## Demografia
Segons el cens del 2000, Inverness tenia 6.749 habitants, 2.312 habitatges, i 2.041 famílies. La densitat de població era de 412,3 habitants/km².
Dels 2.312 habitatges en un 36,3% hi vivien nens de menys de 18 anys, en un 83,4% hi vivien parelles casades, en un 3,8% dones solteres, i en un 11,7% no eren unitats familiars. En el 9,7% dels habitatges hi vivien persones soles el 4,7% de les quals corresponia a persones de 65 anys o més que vivien soles. El nombre mitjà de persones vivint en cada habitatge era de 2,91 i el nombre mitjà de persones que vivien en cada família era de 3,12.
Per edats la població es repartia de la següent manera: un 25,3% tenia menys de 18 anys, un 5,1% entre 18 i 24, un 19,8% entre 25 i 44, un 37,9% de 45 a 60 i un 11,9% 65 anys o més.
L'edat mediana era de 45 anys. Per cada 100 dones de 18 o més anys hi havia 99,2 homes.
Entorn de l'1,2% de les famílies i l'1,5% de la població estaven per davall del llindar de pobresa.

## Poblacions properes
El següent diagrama mostra les poblacions més properes.